# A Modern Cinderella (film 1917)
A Modern Cinderella è un film muto del 1917 diretto da John G. Adolfi.

## Trama
La madre di Joyce fa in modo che tutti i buoni partiti siano depistati su Polly, la figlia maggiore, a scapito della ragazza più giovane. Polly sceglie come miglior candidato Tom, ma poi, per ingelosirlo, non ha scrupoli a flirtare con Harry. Joyce cerca di attirare l'attenzione di Tom, suscitando il suo interesse per lei. Ben presto, i due giovani si innamorano l'uno dell'altra ma Joyce, per avere una prova di quell'amore, si butta in mare, nelle acque infestate dagli squali. Perde quasi la vita, ma Tom riesce a salvarla. Ricoverata in ospedale, Joyce ha finalmente la prova che cercava.

## Produzione
Il film fu prodotto dalla Fox Film Corporation.

## Distribuzione
Distribuito dalla Fox Film Corporation, il film - presentato da William Fox - uscì nelle sale cinematografiche USA l'8 gennaio 1917. In Francia, con il titolo Cendrillonnette, venne distribuito il 23 gennaio 1920.